# Parc éolien de Nysted
Le parc éolien de Nysted est un ensemble d'aérogénérateurs maritimes de 70 unités de 2.3 MW situé au sud de Lolland en mer Baltique dans les eaux territoriales danoises. Construit à partir de 2003 ; il était jusqu'en 2007 le plus grand parc éolien en mer au monde.
En 2025, l’Agence danoise de l’énergie [ADE], autorise à prolonger l’exploitation du parc de 25 ans.